# Rzuszcze
Rzuszcze (kaszb. Rzuszcze, niem. Ruschütz) – wieś w Polsce położona w województwie pomorskim, w powiecie słupskim, w gminie Główczyce przy drodze wojewódzkiej nr .
W latach 1975–1998 miejscowość administracyjnie należała do województwa słupskiego.

## Nazwa
Nazwa, odnotowana po raz pierwszy w formie Rusche w 1628, ma pochodzenie słowiańskie i charakter dzierżawczy. Powstała przez dodanie do nazwy osobowej Rusek formantu *-ьje. Friedrich Lorentz odnotował formę nazwy w lokalnych gwarach słowińskich: Řʉ̇́ščɵ wraz z nazwami mieszkańców: Řȧ̃ščȯu̯n, Řȧ̃ščȯu̯nkă „rzuszczanin, rzuszczanka”. Nieregularne historycznie przejście nagłosowego [r] w [r̝] w formach słowińskich wynika z asymilacji miękkości na odległość od szczelinowej grupy [ʃt͡ʃ]. Niemiecka nazwa Ruschütz jest adaptacją fonetyczną pierwotnej nazwy słowiańskiej. Polska nazwa Rzuszcze w miejsce oczekiwanej *Ruszcze wynika z adaptacji fonetycznej wymowy słowińskiej.
Rada Języka Kaszubskiego proponuje kaszubską formę nazwy Rzëszcé.